# José de Jesús Corona
José de Jesús Corona Rodríguez (Guadalajara, Jalisco, México; 26 de enero de 1981) es un futbolista mexicano que se desempeña como guardameta, actualmente juega en el Club Tijuana de la Liga MX.

## Trayectoria

### Atlas (2002-2004)
Corona empezó su carrera en Atlas en 2002. El 26 de febrero de 2003, en la quinta semana de la temporada, Corona hizo su debut oficial en la liga contra la UNAM en una victoria por 2-1. Disputó 47 partidos con Atlas de 2002 a 2004.

### Tecos (2004-2009)
Llega a los Tecos en la ventana de transferencia de verano de 2004. Hizo su debut en la liga jugando los 90 minutos contra Club América. Fue cedido a Guadalajara para la edición 2005 de la Copa Libertadores cuando llegaron a las semifinales. Es bien recordado por su impresionante actuación ante Boca Juniors, siendo el jugador del partido. Tuvo una temporada final impresionante con Tecos antes de irse.

### Cruz Azul (2009-2023)
El 16 de junio de 2009, Corona fue cedido a Cruz Azul por 2,8 millones de euros, con quien firmó un contrato por tres años. Hizo su debut el 2 de agosto de 2009 contra Pumas en una victoria por 3-0. Ese mismo año, ayudó a Cruz Azul a llegar a la final contra el Monterrey, donde terminaron como subcampeones tras perder los dos partidos de la final. Disputó los 2 últimos partidos de copa del Clausura 2013, incluida la final ante el Atlante, que ganaron en penales tras empatar 0-0 en el tiempo reglamentario, significando el primer título del equipo en 16 años. Fue clave durante la Liga de Campeones CONCACAF 2013-14 para que Cruz Azul se coronara campeón del torneo por sexta ocasión en su historia, clasificándolos para la Copa Mundial de Clubes de la FIFA 2014. Corona jugó los tres partidos de esa competencia, terminando en cuarto lugar después de sufrir una derrota por 4-0 contra el Real Madrid y perder ante el Auckland City en penales.
El 30 de mayo de 2021, Corona finalmente ganó su primer título de la Liga MX ante el Santos Laguna venciendo 2-1 en el global. Esto también terminó con la sequía de 23 años de Cruz Azul en el campeonato de liga desde el Invierno 1997. 
El 23 de junio de 2023 es dado de baja del club deportivo Cruz Azul al no entrar en planes para el torneo Apertura 2023.

### Club Tijuana (2023-2024)
El 24 de junio de 2023 es anunciado como fichaje del Club Tijuana.

## Estadísticas
| Club                                               | País          | Año           | Partidos |
| -------------------------------------------------- | ------------- | ------------- | -------- |
| Atlas                                              | México        | 2002-2004     | 47       |
| Tecos                                              | México        | 2004-2009     | 173      |
| Club Guadalajara (Préstamo Copa Libertadores 2005) | México        | 2005          | 2        |
| Cruz Azul                                          | México        | 2009-2023     | 504      |
| Club Tijuana                                       | México        | 2023-Act.     | 18       |
| Total carrera                                      | Total carrera | Total carrera | 744      |

## Selección nacional

### Categorías menores
Formó parte de la plantilla de México para el Mundial Sub-17 de 1997 realizado en Egipto. Fue uno de los 2 porteros junto con Guillermo Ochoa convocados para los Juegos Olímpicos de Atenas 2004, siendo Corona quien se quedaría como el portero titular de la Sub-23.
Después de ganar la medalla de oro en los XVI Juegos Panamericanos Guadalajara 2011, Corona fue nombrado como uno de los tres jugadores mayores de México en los Juegos Olímpicos de Verano de 2012. También fue nombrado capitán de la escuadra durante todo el torneo. Ayudó al equipo a llegar a la final, donde derrotaron a Brasil 2-1 para ganar su primera medalla, la medalla de oro, en el estadio de Wembley. En los Juegos Olímpicos de Londres 2012 rompió dos récords, uno como el jugador con más partidos disputados en juegos olímpicos y otro como el portero mexicano con más minutos sin recibir gol, con 425 minutos.

### Selección absoluta

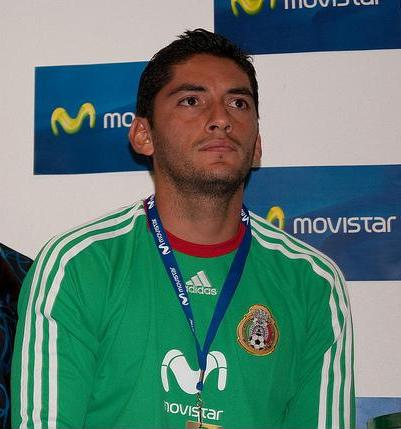
Corona con la Selección Mexicana en 2010.

Debutó con la Selección Mexicana en 2005 en partido amistoso ante Polonia. Corona fue parte de la plantilla de la Selección de México que viajó a Alemania a disputar la Copa Mundial de Fútbol 2006 como segundo portero detrás de Oswaldo Sánchez. En el 2007 fue convocado nuevamente a la selección para disputar la Copa Oro. Finalmente no fue considerado por Hugo Sánchez para la Copa América.
Fue convocado para la Copa Oro 2009 en Estados Unidos como segundo portero, tendencia que continuó para los restantes partidos del Hexagonal Final. En el encuentro de preparación contra Colombia, José de Jesús Corona jugó todo el encuentro como titular, lo que le permitió sumar más minutos de actividad. Parecía ser uno de los tres porteros de México en la Copa Mundial de 2010, sin embargo, luego de un presunto incidente violento en el que Corona agredió severamente a otro hombre en Guadalajara, Javier Aguirre decidió excluirlo de la lista de la Copa del Mundo. Fue convocado para el partido del bicentenario México vs. España, sin jugar un solo minuto, por el entrenador interino Enrique Meza.
El 17 de mayo de 2011, estando perfilado para ser el portero titular en la Copa Oro, la Federación Mexicana de Fútbol y José Manuel de la Torre, técnico de la selección, decidieron excluirlo de las escuadras participantes en la Copa Oro y la Copa América 2011 por conducta violenta. Fue reemplazado en las escuadras por Jonathan Orozco. Corona también fue suspendido por los primeros seis juegos en la temporada 2011 del Apertura. Yosgart Gutiérrez lo reemplazó durante ese período.
Fue titular en la Copa FIFA Confederaciones 2013.
El 8 de mayo de 2014, Corona fue incluido por el entrenador Miguel Herrera en la lista final de 23 jugadores para la Copa Mundial celebrada en Brasil, aunque no disputó ningún partido. El 18 de marzo de 2015 se dio a conocer la lista completa de convocados para los partidos amistosos contra Ecuador y Paraguay, siendo el llamado a Jesús Corona el más relevante pues era su regreso a la selección desde la copa del mundo. Fue el portero titular contra Ecuador el 28 de marzo de 2015.
En 2017 tuvo participación en la copa oro como arquero titular de la selección mexicana.
Fue convocado para jugar la Copa Mundial de Fútbol de 2018 disputada en Rusia como segundo arquero.
Resumen según posiciones obtenidas a nivel selección
| Torneo                         | Categoría                      | Sede                           | Resultado                      | Partidos |
| ------------------------------ | ------------------------------ | ------------------------------ | ------------------------------ | -------- |
| Copa Mundial Sub-17 1997       | Sub-17                         | Egipto                         | Primera fase                   | 3        |
| Juegos Centroamericanos 2002   | Sub-21                         | San Salvador                   | Subcampeón                     | 4        |
| Juegos Panamericanos 2003      | Sub-23                         | Santo Domingo                  | Tercer lugar                   | 4        |
| Preolímpico de Concacaf 2004   | Sub-23                         | Guadalajara                    | Campeón                        | 4        |
| Juegos Olímpicos 2004          | Sub-23                         | Atenas                         | Primera fase                   | 3        |
| Juegos Panamericanos 2011      | Sub-22                         | Guadalajara                    | Campeón                        | 5        |
| Juegos Olímpicos 2012          | Sub-23                         | Londres                        | Campeón                        | 6        |
| Total en selecciones juveniles | Total en selecciones juveniles | Total en selecciones juveniles | Total en selecciones juveniles | 29       |
| Copa Confederaciones 2005      | Absoluta                       | Alemania                       | Cuarto puesto                  | 0        |
| Copa Confederaciones 2013      | Absoluta                       | Brasil                         | Primera fase                   | 2        |
| Total                          | Total                          | Total                          | Total                          | 2        |
| Copa Mundial FIFA 2006         | Absoluta                       | Alemania                       | Octavos de final               | 0        |
| Copa Mundial FIFA 2014         | Absoluta                       | Brasil                         | Octavos de final               | 0        |
| Copa Mundial FIFA 2018         | Absoluta                       | Rusia                          | Octavos de final               | 0        |
| Total                          | Total                          | Total                          | Total                          | 0        |
| Copa América 2015              | Absoluta                       | Chile                          | Primera fase                   | 3        |
| Copa América Centenario        | Absoluta                       | Estados Unidos                 | Cuartos de final               | 1        |
| Total                          | Total                          | Total                          | Total                          | 4        |
| Copa Oro 2005                  | Absoluta                       | Estados Unidos                 | Cuartos de final               | 2        |
| Copa Oro 2007                  | Absoluta                       | Estados Unidos                 | Subcampeón                     | 0        |
| Copa Oro 2009                  | Absoluta                       | Estados Unidos                 | Campeón                        | 0        |
| Copa Oro 2017                  | Absoluta                       | Estados Unidos                 | Semifinales                    | 3        |
| Total                          | Total                          | Total                          | Total                          | 5        |
| Total en selección absoluta    | Total en selección absoluta    | Total en selección absoluta    | Total en selección absoluta    | 11       |

## Palmarés

### Campeonatos nacionales
| Título                     | Club      | País   | Año     |
| -------------------------- | --------- | ------ | ------- |
| Copa México                | Cruz Azul | México | 2013    |
| Copa México                | Cruz Azul | México | 2018    |
| Supercopa de México        | Cruz Azul | México | 2018-19 |
| Primera División de México | Cruz Azul | México | 2021    |
| Campeón de Campeones       | Cruz Azul | México | 2020-21 |
| Supercopa de la Liga       | Cruz Azul | México | 2022    |

### Campeonatos internacionales
| Título                           | Club o selección | Sede        | Año     |
| -------------------------------- | ---------------- | ----------- | ------- |
| Preolímpico de Concacaf          | México sub-23    | Guadalajara | 2004    |
| Torneo Panamericano de Fútbol    | México sub-22    | Guadalajara | 2011    |
| Torneo Olímpico de Fútbol        | México olímpica  | Londres     | 2012    |
| Liga de Campeones de la Concacaf | Cruz Azul        | Toluca      | 2013-14 |

### Distinciones individuales
| Distinción                                                     |
| -------------------------------------------------------------- |
| Balón de Oro al Mejor Portero de la Primera División de México |
| 11 Ideal del Torneo Guardianes 2021                            |